# Regió francesa
La divisió administrativa de primer ordre a França és la regió, que se subdivideix al seu torn en 101 departaments. En total hi ha 18 regions, 13 de les quals es troben al continent europeu (França metropolitana) i 5 fora, a ultramar.

## Administració
Atès que França és un estat unitari i centralista, les regions no tenen cap autonomia legislativa ni reglamentària. Tanmateix, reben del govern una part dels impostos nacionals, i gaudeixen d'un cert pressupost de la gestió del qual se n'han d'encarregar, repartint-los entre les escoles, l'ensenyament superior i la recerca, la formació professional i l'aprenentatge, el desenvolupament econòmic, la gestió del territori i les infraestructures.
Cal notar, però, que des de l'any 1991 Còrsega té un estatus especial, que li confereix drets més amplis que els de les regions pròpiament dites, i una organització particular (consell executiu i assemblea de Còrsega).
De tant en tant es parla de concedir a les regions un cert grau d'autonomia legislativa, però aquestes propostes són sempre molt controvertides.

## Història

### Les antigues províncies
Abans de la Revolució Francesa de 1789, el Regne de França es dividia en províncies històriques, provinents de l'època feudal, que es corresponien aproximadament a les regions actuals. El 1789, aquestes províncies foren abolides i el territori francès fou dividit en 83 departaments. Els departaments, establerts per les lleis del 15 de gener i 16 de febrer de 1790, esdevenen un nivell racional per a posar en pràctica les polítiques públiques, i la divisió se'n fa sota la influència d'Honoré Gabriel Riqueti de Mirabeau, tenint en compte les particularitats locals però no les identitats regionals.
Les reivindicacions regionalistes, però, van reaparèixer cap a finals del segle xix a través de Frederic Mistral i el Felibritge, que defensaven la identitat i la llengua de la cultura occitana en la literatura; a aquest corrent s'hi van afegir els corrents contrarevolucionaris.

### Naixement de les regions modernes
Arran d'una circular del Ministeri de Comerç del 25 d'agost de 1917 (inspirat per les teories regionalistes), el 5 d'abril de 1919 un primer decret ministerial instituïa agrupacions econòmiques regionals anomenades "regions Clémentel". Aquestes regions econòmiques reagrupaven cambres de comerç, si així ho desitjaven, dins del territori europeu. Les cambres de comerç podien afiliar-se a la regió que volguessin i canviar-ne lliurement. Les 17 regions previstes inicialment van esdevenir ràpidament 21, i eren administrades per un comitè regional integrat per dos delegats per cambra, els quals eren assistits pels prefectes i sotsprefectes, que tenien veu consultativa.
Seguint aquest model, el setembre de 1919 les federacions de sindicats d'iniciativa van formar 19 regions turístiques, els límits de les quals es van decidir lliurement seguint criteris geogràfics, etnogràfics, històrics i turístics, fins i tot sense seguir alguns límits departamentals. Algunes propostes legislatives van acompanyar aquest moviment ja el 1915, després el 1920 (projecte de llei Hennessy) i el 1921 (propostes de llei Charles Rebel i Millerand-Marraud-Doumer) per a una descentralització administrativa amb la constitució de regions i elecció d'assemblees regionals. Aquests projectes, però, no van prosperar.
Tanmateix, a partir de la Primera Guerra Mundial, el desenvolupament dels transports, el canvi del teixit urbà i el reforçament d'idees regionalistes van fer que algunes persones es qüestionessin la conveniència de crear divisions administratives més grans que els departaments. Aquestes reivindicacions regionalistes es va identificar amb el país real defensat per Charles Maurras, deixeble de Frederic Mistral, intel·lectual d'Action Française i de la revolució nacional petainista del Govern de Vichy. Sobre aquesta base ideològica, Pétain aprovà una recomposició territorial regional mitjançant la publicació del decret de 30 de juny de 1941, atribuint a determinats prefectes els poders dels prefectes regionals i realitzant la divisió del territori per l'exercici d'aquests poders en aplicació de la llei del 19 d'abril de 1941, reorganitzant algunes de les antigues províncies de França mitjançant l'agrupament dels departaments. Aquesta organització, tanmateix, no va sobreviure a la caiguda del règim petainista i fou derogada el 1945.
El 10 de gener de 1944, el general de Gaulle va decretar l'organització administrativa acompanyant a l'alliberament del territori (aleshores per arribar) i instaurà regions administratives, sota l'autoritat d'un comissari de la República, però que van ser dissoltes quan va deixar el poder el 1946.
La gestió del territori sota la Quarta República, però, portà a reconsiderar aquestes agrupacions supradepartamentals. El decret del 30 de juny de 1955 posava en marxa programes d'acció regionals per promoure l'expansió econòmica i social de les diferents regions. Un decret ministerial, signat el 28 de novembre de 1956, defineix les circumscripcions d'aquests programes d'acció regionals, originalment 24 (22 dels quals a la França Europea), circumscripcions que haurien estat delimitades per Jean Vergeot, comissari general adjunt al pla. D'ús purament administratiu, aquestes regions es crearen seguint consideracions purament tècniques, però, no obstant això, coincidien en diversos llocs amb les antigues províncies.
El 1960, un decret del 2 de juny indica els límits de les regions (només per al continent) en què s'han instaurat programes d'acció regional per a fer-ne circumscripcions d'acció regional (amb algunes modificacions: les regions Alps i Roine es fusionen, els Baixos Pirineus passen de Migdia-Pirineus, a Aquitània, i, els Pirineus-Orientals, de Migdia-Pirineus a Llenguadoc). A partir d'ara, aquests territoris no seran només els àmbits d'actuació de programes econòmics, sinó que serà el conjunt de les administracions les que hauran d'adaptar llurs subdivisions segons aquestes circumscripcions; podran crear unitats administratives que comprenguin diverses regions o, a l'inrevés, subdividir una regió en diverses parts, però els límits d'aquestes unitats hauran de coincidir amb els límits de les regions. Segons un decret del 14 de març de 1964, a aquests circumscripcions d'acció regional se'ls assignarà un prefecte.
El 1969, el fracàs d'un referèndum destinat, entre altres coses, a augmentar el paper de les regions, condueix a la dimissió de Charles de Gaulle de la presidència de la República. Probablement, aquest rebuig pot explicar per què, en el moment de la promulgació de la llei del 5 de juliol de 1972, en què es creen els consells regionals, s'atorga tan pocs poders a les circumscripcions d'acció regional. Tanmateix, deixen de ser mers territoris per esdevenir institucions públiques regionals (EPR o Établissements Publics Régionaux) i prenen el nom de "regions", terme atorgat per la llei de descentralització de 1982, que en farà col·lectivitats territorials.
La llei del 2 de març de 1982 institueix l'elecció de consellers regionals per sufragi universal directe, en el marc dels departaments, per un mandat de sis anys, renovable. Les primeres eleccions es van dur a terme el 16 de març 1986. Les regions, doncs, esdevenen col·lectivitats territorials al mateix nivell que els departaments i els municipis.

### Regions de 1982 a 2016
Entre els anys 1982 i 2015, hi havia 22 regions en la França metropolitana. Abans del 2011, hi havia quatre regions d'ultramar (Guadalupe, Guaiana Francesa, Martinica i Reunió); el 2011 s'hi va afegir la cinquena regió de Mayotte.
| Regió                     | Altres noms                                                                                               | Capital              | Núm. INSEE | Formació històrica |
| ------------------------- | --- | -------------------- | ---------- | --- |
| Alsàcia                   | Francès: Alsace Alsacià: Elsàss Alemany: Elsass                                                           | Estrasburg           | 42         | Antiga coalició de ciutats lliures del Sacre Imperi Romanogermànic, unida al Regne de França el 1648. Annexionada per Alemanya des de la guerra francoprussiana fins al final de la Primera Guerra Mundial i breument durant la Segona Guerra Mundial |
| Alta Normandia            | Francès: Haute-Normandie Normand: Ĥâote-Normaundie                                                        | Rouen                | 23         | Meitat oriental de l'antiga província de Normandia |
| Alvèrnia                  | Francès: Auvergne Occità: Auvèrnhe / Auvèrnha                                                             | Clarmont d'Alvèrnia  | 83         | Antic comtat d'Alvèrnia i part de l'antigua provincia de Borbonès |
| Aquitània                 | Francès: Aquitaine Occità: Aquitània Basc: Akitania Saintongès: Aguiéne                                   | Bordeus              | 72         | Guiena i Gascunya |
| Baixa Normandia           | Francès: Basse-Normandie Normand: Basse-Normaundie                                                        | Caen                 | 25         | Meitat occidental de l'antiga província de Normandia |
| Borgonya                  | Francès: Bourgogne Borgonyó: Bregogne / Borgoégne Francoprovençal: Borgogne                               | Dijon                | 26         | Antics ducat de Borgonya i Nivernais |
| Bretanya                  | Francès: Bretagne Bretó: Breizh Gal·ló: Bertaèyn                                                          | Rennes               | 53         | Ducat de Bretanya |
| Centre-Vall del Loira     | Abans 17 gener 2015: Centre Francès: Centre-Val de Loire                                                  | Orleans              | 24         | Localitzada en la part central de l'àrea original de les llengües d'oïl, al nord i centre de França, en la part mitjana de la vall del Loira. |
| Franc Comtat              | Francès: Franche-Comté Franc-comtès: Fràntche-Comté Francoprovençal: Franche-Comtât                       | Besançon             | 43         | Antic Comtat palatí de Borgonya |
| Illa de França            | Île-de-France                                                                                             | París                | 11         | Antigua província d'Illa de França i parts de l'antiga província de Xampanya |
| Llemosí                   | Francès: Limousin Occità: Lemosin                                                                         | Llemotges            | 74         | Antiga província de Llemotges i parts de la Marca, Berry, Alvèrnia, Poitou i Angoumois |
| Llenguadoc-Rosselló       | Francès: Languedoc-Roussillon Occità: Lengadòc-Rosselhon                                                  | Montpeller           | 91         | Antigua província de Llenguadoc i comtat del Rosselló |
| Lorena                    | Francès: Lorraine Alemany: Lothringen Fràncic lorenès: Lottringe                                          | Metz                 | 41         | Ducat de Lorena, antic regne de Lotaríngia, de Lotari I fill de Carlemany. |
| Migdia-Pirineus           | Francès: Midi-Pyrénées Occità: Miègjorn-Pirenèus / Mieidia-Pirenèus                                       | Tolosa de Llenguadoc | 73         | Cap; creat al voltant de Tolosa |
| Nord - Pas de Calais      | Francès: Nord-Pas-de-Calais                                                                               | Lilla                | 31         | Dels departaments Nord i Pas de Calais |
| País del Loira            | Francès: Pays de la Loire Bretó: Broioù al Liger                                                          | Nantes               | 52         | Cap; creat al voltant de Nantes |
| Picardia                  | Francès: Picardie                                                                                         | Amiens               | 22         | Antiga província de la Picardia i parts d'Illa de França i de Xampania |
| Poitou-Charentes          | Francès: Poitou-Charentes Occità: Peitau-Charantas Peitoví i saintongès: Poetou-Chérentes                 | Poitiers             | 54         | Antigues província d'Angoumois, Aunis, Poitou i Saintonge |
| Provença-Alps-Costa Blava | Francès: Provence-Alpes-Côte d'Azur (PACA) Occità: Provença-Aups-Còsta d'Azur, Prouvènço-Aup-Costo d'Azur | Marsella             | 93         | Provença més el antics comtat de Niça, principat d'Orange, comtat Venaissí i part del Delfinat |
| Roine-Alps                | Francès: Rhône-Alpes Francoprovençal: Rôno-Arpes Occità: Ròse Aups                                        | Lió                  | 82         | Creat al voltant de Lió a partir del Lionès, de la Savoia i parts del Delfinat, de la Bressa i del Llenguadoc |
| Xampanya-Ardenes          | Francès: Champagne-Ardenne                                                                                | Châlons-en-Champagne | 21         | Antiga província de Xampanya |

### Reforma i fusions de regions

Regions establertes per l'Assemblea Nacional el 2014

L'any 2014, el parlament francès va aprovar una llei per reduir el nombre de regions de la França metropolitana de 22 a 13. Les noves regions van ser efectives l'1 de gener de 2016.
Regions fusionades:
|                  | Antiga regió         | Nova regió (nom provisional)                      |
|                  | Borgonya             | Borgonya - Franc Comtat (Bourgogne-Franche-Comté) |
| Franc Comtat     |                      | Borgonya - Franc Comtat (Bourgogne-Franche-Comté) |
|                  | Aquitània            | Nova Aquitània (Nouvelle Aquitaine)               |
| Llemosí          |                      | Nova Aquitània (Nouvelle Aquitaine)               |
| Poitou-Charentes |                      | Nova Aquitània (Nouvelle Aquitaine)               |
|                  | Baixa Normandia      | Normandia (Normandie)                             |
| Alta Normandia   |                      | Normandia (Normandie)                             |
|                  | Alsàcia              | Gran Est (Grand Est)                              |
| Xampanya-Ardenes |                      | Gran Est (Grand Est)                              |
| Lorena           |                      | Gran Est (Grand Est)                              |
|                  | Llenguadoc-Rosselló  | Occitània (Occitanie)                             |
| Migdia-Pirineus  |                      | Occitània (Occitanie)                             |
|                  | Nord - Pas de Calais | Alts de França (Hauts-de-France)                  |
| Picardia         |                      | Alts de França (Hauts-de-France)                  |
|                  | Alvèrnia             | Alvèrnia-Roine-Alps (Auvergne-Rhône-Alpes)        |
| Roine-Alps       |                      | Alvèrnia-Roine-Alps (Auvergne-Rhône-Alpes)        |

Regions que romanen sense canvis:
|  | Bretanya (Bretagne)                                    |
|  | Centre – Vall del Loira (Centre-Val de Loire)          |
|  | Còrsega (Corse)                                        |
|  | Illa de França (Île-de-France)                         |
|  | País del Loira (Pays de la Loire)                      |
|  | Provença-Alps-Costa Blava (Provence-Alpes-Côte d'Azur) |

El text de la llei dona noms provisionals combinant els noms de les antigues regions que integren les noves, per exemple Llenguadoc-Rosselló - Migdia-Pirineus està formada per Llenguadoc-Rosselló i Migdia-Pirineus. En canvi, la fusió de l'Alta i la Baixa Normandia s'anomena simplement Normandia. Els noms definitius i les respectives capitals foren proposats pels nous consells regionals i aprovats pel Consell d'Estat de França abans de l'1 de juliol de 2016. El diari oficial publicà, el 29 de setembre de 2016, el decret que fixava els set noms de les noves regions, en francès: Normandie, Hauts-de-France, Grand-Est, Nouvelle-Aquitaine, Occitanie, Bourgogne-Franche-Comté i Auvergne-Rhône-Alpes.

#### Propostes prèvies

Proposta d'Édouard Balladur
Proposta A de Manuel Valls
Proposta B de Manuel Valls
Proposta del president François Hollande

## Llista de regions
| Alts de França                                                                            | Francès: Hauts-de-France Flamenc occidental: Noord-Nauw-van-Kales-Picardië                                | Lilla                | 32 | Nord - Pas de Calais, Picardia |
| Alvèrnia-Roine-Alps                                                                       | Francès: Auvergne-Rhône-Alpes Occità: Auvèrnhe-Ròse-Aups Francoprovençal: Ôvèrgne-Rôno-Arpes              | Lió                  | 84 | Alvèrnia, Roine-Alps |
| Borgonya-Franc Comtat                                                                     | Francès: Bourgogne-Franche-Comté Francoprovençal: Borgogne-Franche-Comtât                                 | Dijon                | 27 | Borgonya, Franc Comtat |
| Bretanya                                                                                  | Francès: Bretagne Bretó: Breizh Gal·ló: Bertaèyn                                                          | Rennes               | 53 | Ducat de Bretanya |
| Centre-Vall del Loira                                                                     | Francès: Centre-Val de Loire                                                                              | Orleans              | 24 | Localitzada en la part central de l'àrea original de les llengües d'oïl, al nord i centre de França, en la part mitjana de la vall del Loira. |
| Gran Est                                                                                  | Francès: Grand Est Alemany: Grosser Osten                                                                 | Estrasburg           | 44 | Alsàcia, Xampanya-Ardenes i Lorena |
| Illa de França                                                                            | Francès: Île-de-France                                                                                    | París                | 11 | Província d'Illa de França i parts de l'antiga província de Xampanya                                                                          |
| Normandia                                                                                 | Francès: Normandie Normand: Normaundie                                                                    | Rouen                | 28 | Ducat de Normandia |
| Nova Aquitània                                                                            | Francès: Nouvelle-Aquitaine Occità: Nòva Aquitània Basc: Akitania Berria Saintongès: Nòva Aguiéne         | Burdeus              | 75 | Aquitània, Llemosí i Poitou-Charentes |
| Occitània                                                                                 | Francès: Occitanie Occità: Occitània                                                                      | Tolosa de Llenguadoc | 76 | Llenguadoc-Rosselló, Migdia-Pirineus |
| País del Loira                                                                            | Francès: Pays de la Loire Bretó: Broioù al Liger                                                          | Nantes               | 52 | Cap; creat al voltant de Nantes |
| Provença-Alps-Costa Blava                                                                 | Francès: Provence-Alpes-Côte d'Azur (PACA) Occità: Provença-Aups-Còsta d'Azur, Prouvènço-Aup-Costo d'Azur | Marsella             | 93 | Provença més el antics comtat de Niça, principat d'Orange, comtat Venaissí i part del Delfinat                                                |
| Còrsega                                                                                   | Francès: Corse Cors: Corsica                                                                              | Ajaccio              | 94 | Col·lectivitat territorial |
| Els següents departaments d'ultramar tenen també un estatus especial de regió d'ultramar. | |                      |    | |
| Guaiana Francesa                                                                          | Francès: Guyane                                                                                           | Caiena               | 03 | Regió d'ultramar |
| Guadalupe                                                                                 | Francès: Guadeloupe Crioll antillà: Gwadloup                                                              | Basse-Terre          | 01 | Regió d'ultramar |
| Martinica                                                                                 | Francès: Martinique Crioll antillà: Matinik                                                               | Fort-de-France       | 02 | Regió d'ultramar |
| Mayotte                                                                                   | Francès: Mayotte Maorès: Maore Malgaix: Mahori                                                            | Mamoudzou            | 05 | Regió d'ultramar |
| Reunió                                                                                    | Francès: La Réunion Crioll reunionès: La Rényon                                                           | Saint-Denis          | 04 | Regió d'ultramar |